# Sala hipòstila

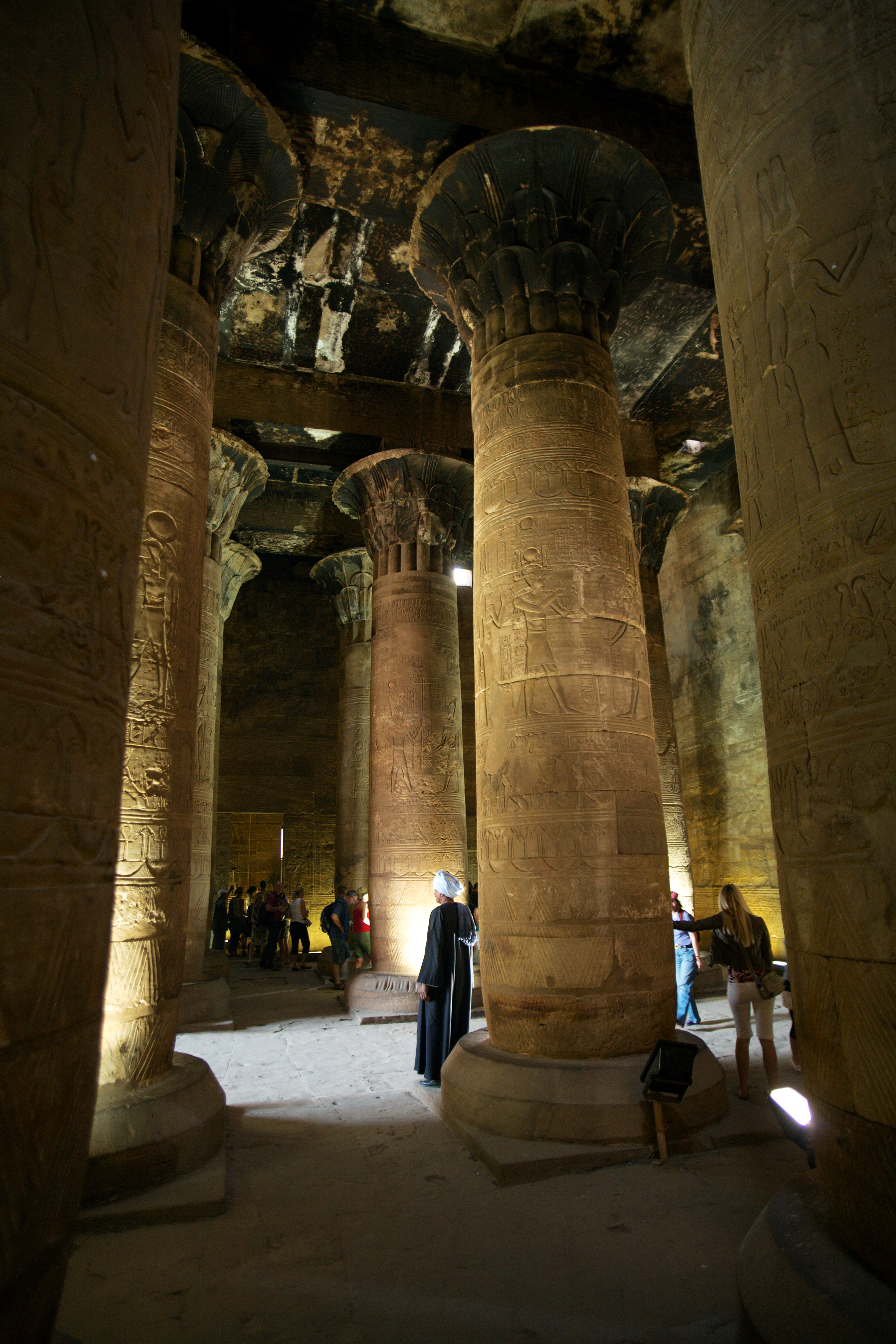
La Sala hipòstila del temple d'Edfú.

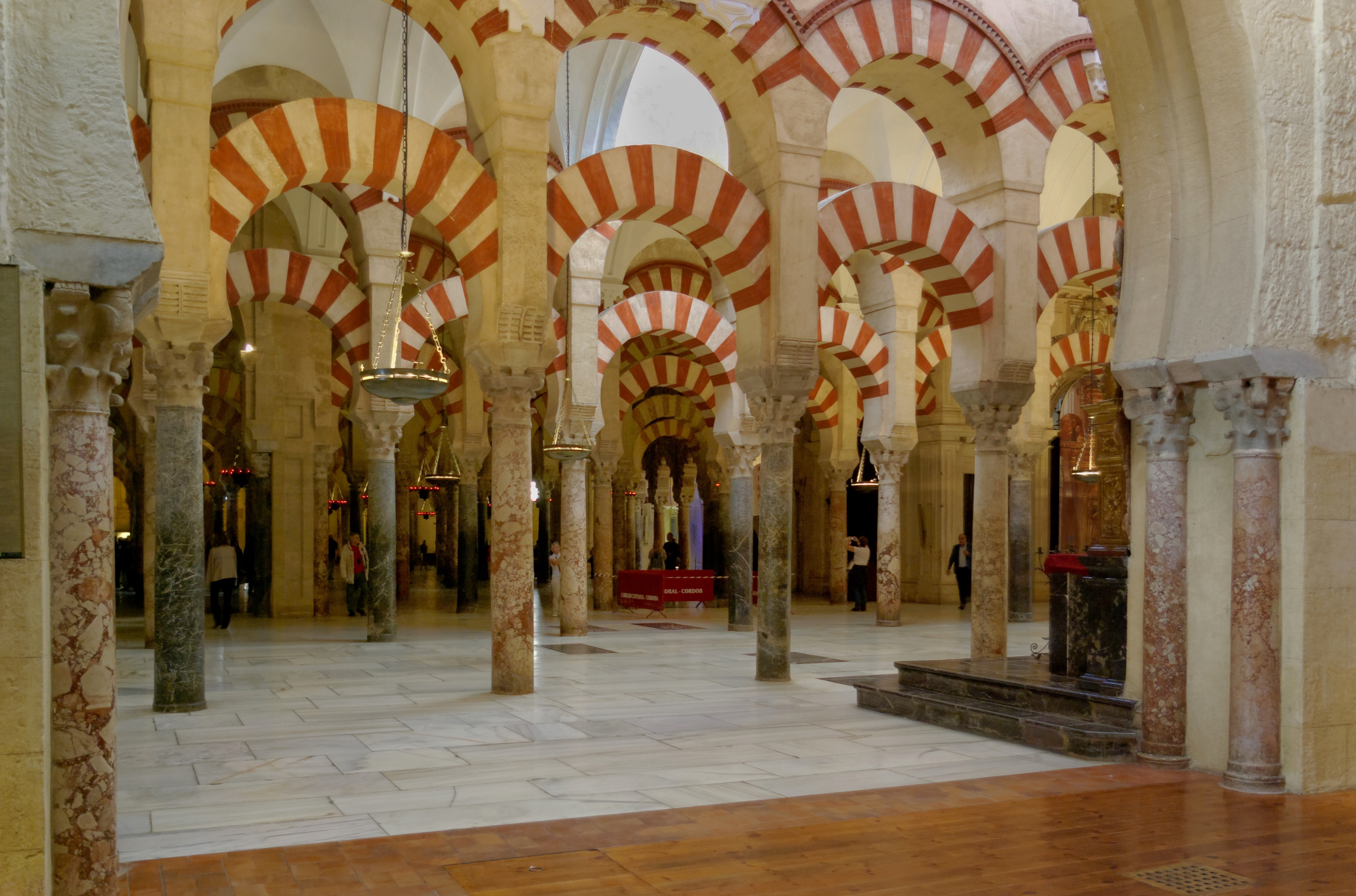
Gran Mesquita de Còrdova, sala d'oració

Una sala hipòstila, (del grec hypóstȳlos -prefix hypó , "baix", i Stylos, "columna", és a dir, sala "sota columnes"), és la denominació historiogràfica dels recintes arquitectònics coberts sostinguts per columnates, que de vegades arriben a ser veritables "boscos de columnes". Habitualment són llindes, de sostrada plana, especialment en les arquitectures antigues.
És per exemple la sala coberta i sostinguda per columnes dels temples egipcis a la qual tenia accés l'aristocràcia. Estava situada a continuació de la sala hípetra i abans del sancta sanctorum, d'accés reservat en exclusiva al faraó i els sacerdots.

## Temple egipci

Planta del temple de Luxor (I: sala hipòstila).

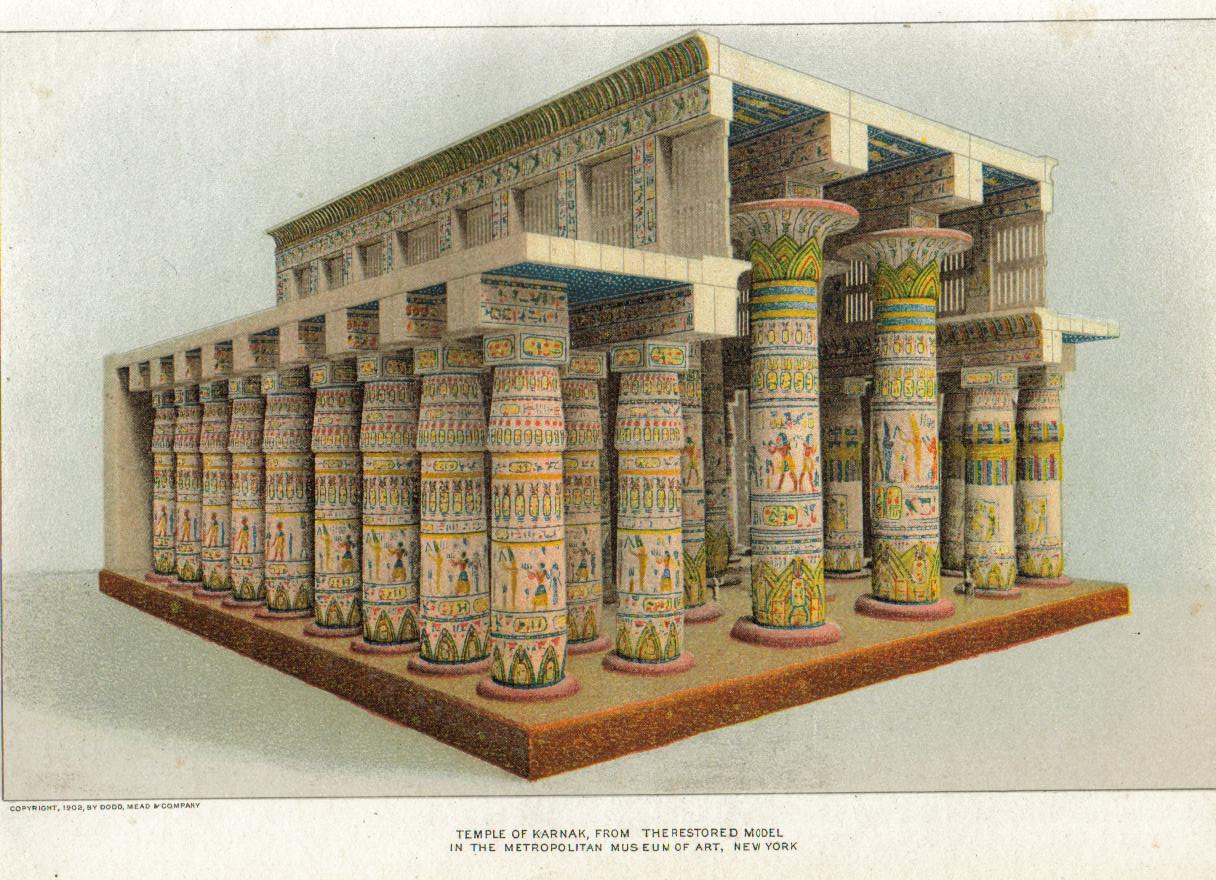
Recreació de la sala hipòstila del Temple de Karnak.

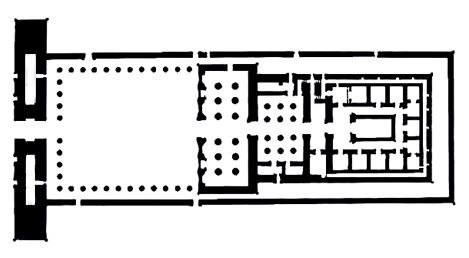
Planta del temple d'Edfú.

En els temples egipcis la sala hipòstila era l'estada posterior a la sala hipetra i anterior a les peces següents, cada vegada més recòndites. A la sala hipòstila ja no tenia accés el poble, però sí l'aristocràcia; que no podia continuar a les zones següents, reservades en exclusiva per al faraó i els sacerdots (l'última se sol denominar Sancta sanctorum per comparació al Temple de Jerusalem).
La més estudiada és la gran sala hipòstila del temple d'Amón a Karnak. Sobre una planta rectangular (comparable a la planta "basilical" romana i paleocristiana), consta d'una nau central de major altura flanquejada per dues naus laterals; totes sostingudes per columnes de capitells papiriformes. Rep una lleugera il·luminació a través de gelosies superiors de la nau central, quedant les laterals perpètuament a l'ombra. És una innovació de la Dinastia XIX, i simbolitza el concepte de creació: la sala representa el pantà primordial (Noun) del qual emergeixen les tiges de les plantes de papir o de lotus (representats per les columnes i els seus capitells). La llum (també un concepte diví) fa que es desenvolupin més les plantes que la reben (les columnes de la nau central) que les que romanen en la foscor.
Els temples dels ramésides repeteixen aquest model (Ramesseum, temple de Khonsu a Karnak, temple d'Amon a Luxor, temple de Ptah a Memphis, temple dels milions d'anys a Medinet Habu, temple de Bastet a Bubastis, temple de Toth a Hermòpolis). Al Període Tardà o de Baix imperi el model s'abandona, però les sales hipòstiles segueixen apareixent en edificis ptolemaics i romans (temple de Hathor a Dendera, temple de Khnoum a Esna, temple d'Horus a Edfu, temple de Kom Ombo).

## Altres exemples

Apadana d'un palau persa

- La mandapa[2] dels temples de l'Índia] (serveix de vestíbul al santuari en un complex de temples).[3]

- L'apadana dels palaus perses (Persèpolis, Susa).

- El Telesterion de Eleusis i el Eleusínion de la Acròpolis d'Atenes.

- La sala d'oració de les mesquites (haram).

- Les catedrals, especialment les que multipliquen el nombre de naus, solen comptar amb fileres de columnes o pilars que sostenen les cobertes, encara que en aquest cas solen estar voltades, no allindanades. A més de contenir les naus de major extensió, la Catedral de Sevilla té entre les seves sales capitulars una trucada "hipòstila" o "de les columnes".[4]

|  |  |

## Arquitectura contemporània
Un exemple de sala hipòstila en arquitectura moderna és la Sala de les Cent Columnes al Parc Güell de Barcelona, obra d'Antoni Gaudí.
|  |  |